# Dicranum tortifolium
Dicranum tortifolium là một loài rêu trong họ Dicranaceae. Loài này được Hook. f. & Wilson Mitt. mô tả khoa học đầu tiên năm 1876.